# Cory Bradford
Cory Bradford (Memphis, Tennessee, 4 de diciembre de 1978) es un exbaloncestista estadounidense. Desarrolló una extensa carrera como deportista profesional que lo llevó por diversos clubes de tres continentes distintos. Se destacó durante el inicio de su etapa como jugador universitario, llegando a representar a su país internacionalmente. 

## Trayectoria
En 1997 fue reclutado por los Illinois Fighting Illini para jugar en los torneos de baloncesto de la Big Ten Conference de la División I de la NCAA. Luego de pasar su primer año como redshirt, debutó en 1998, destacándose en el rol de anotador. Por ese motivo, al finalizar la temporada, fue reconocido como el Freshman of Year de la Big Ten Conference. En los tres años siguientes, sin embargo, su promedio de minutos de juego y puntos anotados por partido fue menor que el de su primera temporada en el circuito universitario estadounidense. 
Ignorado en el Draft de la NBA de 2002, comenzó su carrera como profesional actuando para los Dakota Wizards, cuando el equipo aún militaba en la CBA. Al culminar la temporada, partió hacia el extranjero, iniciando así un periplo que lo llevaría a actuar en diversos países de tres continentes distintos.
Su primer destino fue Europa, donde jugó en la máxima categoría del baloncesto de Hungría, Francia y Chipre entre 2003 y 2009.
En 2009 tuvo su primera experiencia en Latinoamérica, actuando como refuerzo para los Toros de Aragua de Venezuela, los Búcaros de Bucaramanga de Colombia y los Ángeles de Puebla de México.
En mayo de 2010 fue fichado por el Al-Rayyan SC de Catar para disputar la FIBA Asia Clubs Champions Cup. Finalizada la competición, Bradford permaneció los siguientes dos años en tierras asiáticas, jugando para otros clubes de Catar, Emiratos Árabes Unidos y Líbano.
En septiembre de 2012 regresó a Colombia recontratado por los Búcaros Freskaleche, equipo con el que se consagró campeón de la Copa Invitacional FCB 2012. Su presencia en el baloncesto profesional colombiano se extendería hasta 2016, siendo brevemente interrumpida por su paso por el ASU de Jordania en 2014.
Tras experiencias en el GIE Maile Matrix de la Universal Basketball Association de Estados Unidos y en el Liberia de la Liga Superior de Baloncesto de Costa Rica, en agosto de 2017 retornó a Europa como jugador del Bosna Royal, equipo con el que disputó la Košarkaško prvenstvo Bosne i Hercegovine, la ABA Liga, la Basketball Champions League y la Copa Europea de la FIBA.
En el tramo final de su carrera tuvo regresos al Líbano y a Colombia, actuó en la ASEAN Basketball League con el Zhuhai Wolf Warriors, y jugó fugazmente con los Pioneros de Los Mochis en el CIBACOPA durante 2020 antes de que se cancelara la temporada por la pandemia de COVID-19.
En mayo de 2020 anunció que disputaría el The Basketball Tournament de ese año y se retiraría oficialmente, pero en los años siguientes volvió a jugar en equipos de su país y del extranjero.

## Selección nacional
Bradford integró la selección universitaria de baloncesto de los Estados Unidos que ganó la medalla de oro en la Universiada de 1999.